# Sandlupin
Sandlupin eller alaskalupin (Lupinus nootkatensis) är en växtart i familjen ärtväxter. 

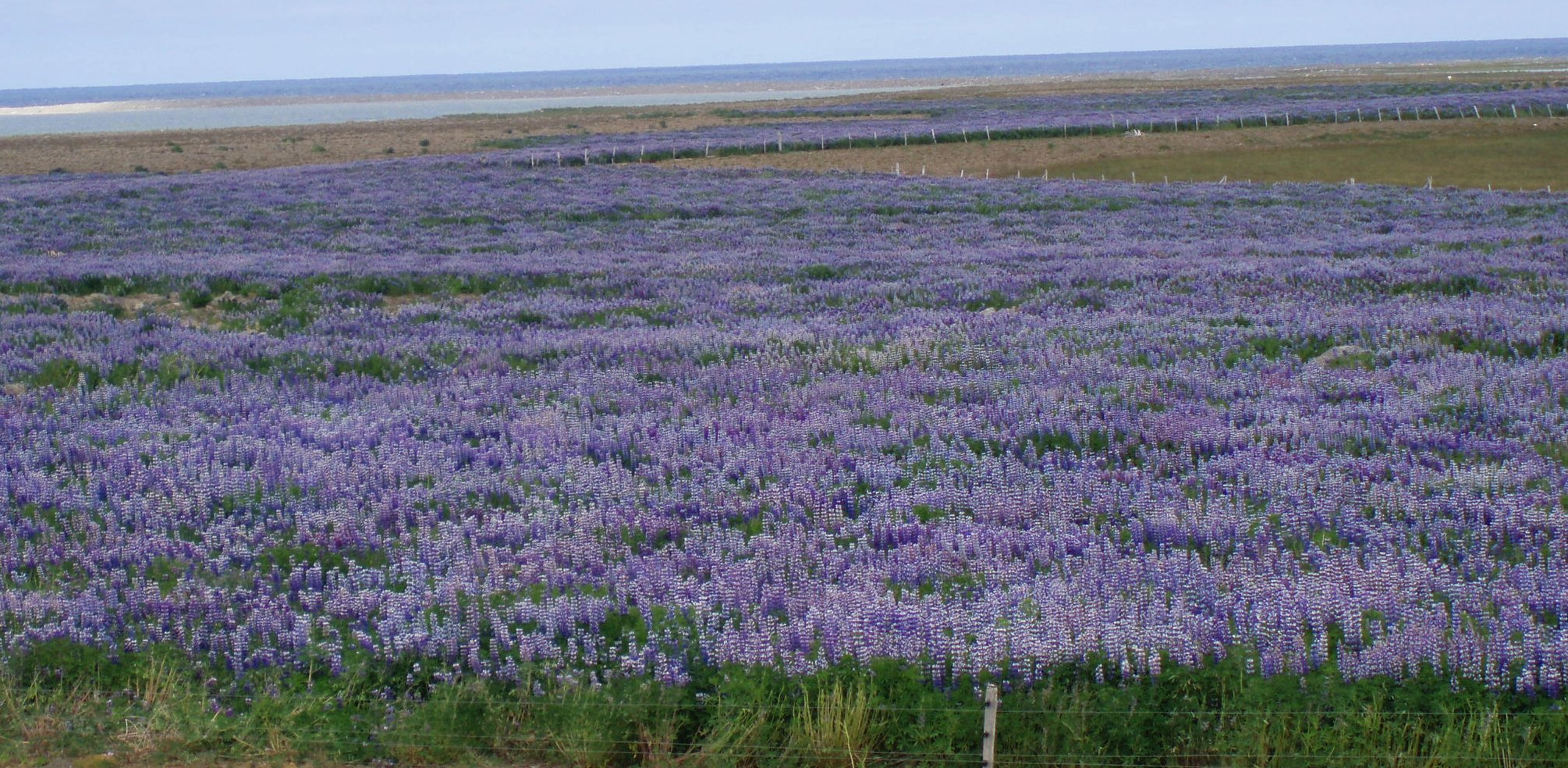
Sandlupiner på Island, dit arten infördes under första halvan av 1900-talet för att förebygga erosion och underlätta återbeskogning. Juli 2007.